# Photoblanchiment
Le photoblanchiment est la perte de fluorescence d'une molécule.
Une molécule fluorescente à l'état excitée peut soit émettre un photon, soit être engagée dans une réaction photochimique qui va empêcher son retour à un état excitable. Il peut s'agir d'une réaction avec l'oxygène sous forme de radicaux libres.
Plus on excite un fluorochrome, plus la proportion de fluorochrome photoblanchie est grande, jusqu'à extinction de la fluorescence. Chaque fluorochrome présente une cinétique de photoblanchiment particulière.
Le photoblanchiment peut être une limite à plusieurs méthodes de microscopie utilisant la fluorescence. Il est néanmoins utilisé comme méthode de mesure de transfert d'énergie entre molécules fluorescentes. Il est aussi à la base de la méthode de redistribution de fluorescence après photoblanchiment qui permet d'estimer les vitesses de diffusion ou de transport d'une molécule.

## Durée de vie moyenne de quelques fluorochromes courants
- GFP : 0,1 s à 1 s de durée de vie moyenne. Ce qui correspond à l'émission de 104 à 105 photons.
- Marqueur fluorescent organique typique: 1 s à 10 s de durée de vie moyenne. Ce qui correspond à l'émission de  105 à 106 photons.
- Boîte Quantique : Plus de 1000 s de durée de vie. Ce qui correspond à l'émission de 108 photons.